# Gurdjian
Gurdjian, Giurdjian oder Gürdjian (ostarmenisch Gyurjyan oder Gjurdschjan) ist ein armenischer Nachname mit der Bedeutung „Abkömmling des Georgiers“.

## Namensträger
- Hakob Gjurdschjan (1881–1948), armenischer Bildhauer
- Melkon Gürdjian (1895–1915), armenischer Schriftsteller, Hochschullehrer und Bürgerrechtsaktivist
- Philippe Gurdjian (1945–2014), französischer Automobilsportrennfahrer und Motorradsportfunktionär